# Медведь, Роман Иванович
Рома́н Яросла́в Ива́нович Медве́дь (1 [13] октября 1874, Замостье, Люблинская губерния — 8 сентября 1937, Малоярославец) — священник Русской православной церкви.
Прославлен Русской православной церковью в 2000 году в лике священноисповедника.

## Биография
Родился в местечке Замостье Люблинской губернии. Был вторым из семерых детей учителя прогимназии Ивана Иосифовича Медведя и акушерки Марии Матвеевны. Двенадцати лет от роду Роман потерял отца.
Как и его братья, учился в Холмской духовной семинарии, ректором которой был архимандрит Тихон (Беллавин) (будущий патриарх), а после её окончания в 1894 году поступил в Санкт-Петербургскую духовную академию, которую окончил в 1898 году со степенью кандидата богословия с правом соискания степени магистра богословия без нового устного испытания.
Во время учёбы в академии сошёлся с будущим епископом Феофаном (Быстровым). Тогда же познакомился с Иоанном Кронштадтским, стал его духовным сыном и ничего впоследствии не предпринимал без его благословения.
По окончании академии был назначен помощником инспектора, а затем инспектором Виленской духовной семинарии и прослужил в этой должности до 1900 года.
7 января 1901 года обвенчался по благословению кронштадтского пастыря с Анной, дочерью служившего в Старорусском уезде Новгородской губернии священника Николая Невзорова, также духовной дочерью отца Иоанна.
3 марта 1901 года был рукоположён епископом Черниговским и Нежинским Антонием (Соколовым) в сан священника ко храму Воздвижения Креста Господня, находившемуся в имении помещика Николая Неплюева, возглавлявшего в то время Крестовоздвиженское православное трудовое братство.
В 1902 году был переведён в Санкт-Петербург, где получил назначение в храм Святой равноапостольной Марии Магдалины при Училище лекарских помощниц и фельдшериц и где во время его служения образовалась многочисленная духовная община и было организовано общество трезвенников.
Феофаном был рекомендован «сёстрам-черногоркам» — великим княгиням Милице и Анастасии Николаевнам. По свидетельству Михаила Родзянко, стал духовником «одной из русских великих княгинь». Согласно же данным пристава Тюменского уезда, числился преподавателем детей великого князя Николая Николаевича.
В 1907 году вместе с женой заболел туберкулёзом и был переведён полковым священником в Томашов Польский, на границу Польши и Германии.
В том же 1907 году был назначен настоятелем Свято-Владимирского адмиралтейского собора в Севастополе и благочинным береговых команд Черноморского флота. В его подчинении оказались Свято-Владимирский собор и храмы Покрова Божией Матери, Архистратига Михаила на Екатерининской улице и Святителя Николая на Братском кладбище на Северной стороне и около пятидесяти священников. В этом качестве он пребывал вплоть до 1918 года.
В 1914 году был выбран секретарём Первого Всероссийского съезда военного и морского духовенства, проходившего в Санкт-Петербурге.
В январе 1918 года спасся от расстрела революционными матросами, вовремя уехав на поезде из Севастополя в Москву, где встретился с патриархом Тихоном и был благословлён им на служение в местных храмах.
Осенью того же года был назначен настоятелем храма Василия Блаженного взамен расстрелянного в сентябре протоиерея Иоанна Восторгова. После закрытия 25 февраля 1919 года этого храма властями был назначен настоятелем храма святителя Алексия, митрополита Московского, в Глинищевском переулке.
В 1919 году по благословению патриарха Тихона организовал Братство ревнителей православия в честь святителя Алексия, митрополита Московского.
В мае 1919 года был призван в РККА, однако обратился в суд с просьбой об освобождении от воинской повинности по религиозным убеждениям. 7 мая 1919 года Московский народный суд Тверского участка постановил: «Находя, что гражданин Медведь по убеждениям не может служить ни в каких военных учреждениях, не исключая нестроевых, может быть полезным работником на гражданской службе, освободить его от военной службы, оставив при одном из гражданских госпиталей Москвы». Однако заведующий 8-м отделом НКЮ Пётр Красиков, ознакомившись с результатами дела, посчитал, что суд «не вошёл в оценку материалов», и счёл необходимым обжаловать решение суда. Дело, кассированное Совнарсудом по протесту НКЮ, слушалось вновь 30 августа 1919 года. Суд решил просьбу гражданина Медведя оставить без удовлетворения.
После опубликования в 1927 году Декларации митрополита Сергия счёл нужным написать письмо к священнослужителям и мирянам, в котором призвал не разрывать канонических отношений с митрополитом Сергием и не становиться жертвой козней дьявола.
В конце 1920-х годов по решению духовного собора Высоко-Петровского монастыря официально развёлся со своей женой, чтобы избавить от преследований властями свою семью.
В 1930 году был выселен властями из церковной квартиры и переехал на выстроенную в Подмосковье стараниями духовных детей дачу, где зачастую принимал исповеди и давал советы в те дни, когда не было служб или когда не мог служить по болезни.
16 февраля 1931 года, на следующий день после праздника Сретения, был арестован сотрудниками ОГПУ при СНК СССР наряду с примерно тридцатью членами братства Святителя Алексия, и все они были заключены в Бутырскую тюрьму.
Следствие было завершено через два месяца, и 26 апреля 1931 года было составлено обвинительное заключение, в котором отец Роман и прихожане храма Святителя Алексия обвинялись в том, что являлись «членами контрреволюционной организации».
10 мая Роман Медведь был приговорён к десяти годам заключения в концлагерь, 3 июня был отправлен в один из лагерей Беломорско-Балтийского управления и 9 июня прибыл в город Кемь.
Постановлением ВЦИК от 19 апреля 1932 года срок его заключения был сокращён на одну треть ввиду тяжёлого состояния здоровья. 26 июля 1936 года он был освобождён из лагеря и поселился в окрестностях Волоколамска, а затем был перевезён под Москву в посёлок Валентиновку. Через три месяца отец Роман уехал в Черкассы к старому другу.
25 мая 1937 года он сломал ногу, шейку бедра, и матушка срочно перевезла его в Малоярославец. В июле избежал ареста сотрудниками НКВД ввиду тяжелейшего состояния. Скончался 8 сентября 1937 года. Был погребён на городском кладбище в Малоярославце.

## Канонизация и память
3 августа 1999 года его мощи по благословению патриарха Московского и всея Руси Алексия II были обретены и перенесены в Москву в храм Покрова Божией Матери на Лыщиковой горе.
На Юбилейном Архиерейском соборе РПЦ в августе 2000 года был прославлен в лике новомучеников и исповедников российских.
19 февраля 2010 года митрополит Симферопольский и Крымский Лазарь (Швец) совершил в Севастополе чин освящения закладного камня в основании строящегося храма во имя Святого исповедника Романа, в районе улицы генерала Жидилова.